# 名古屋めし

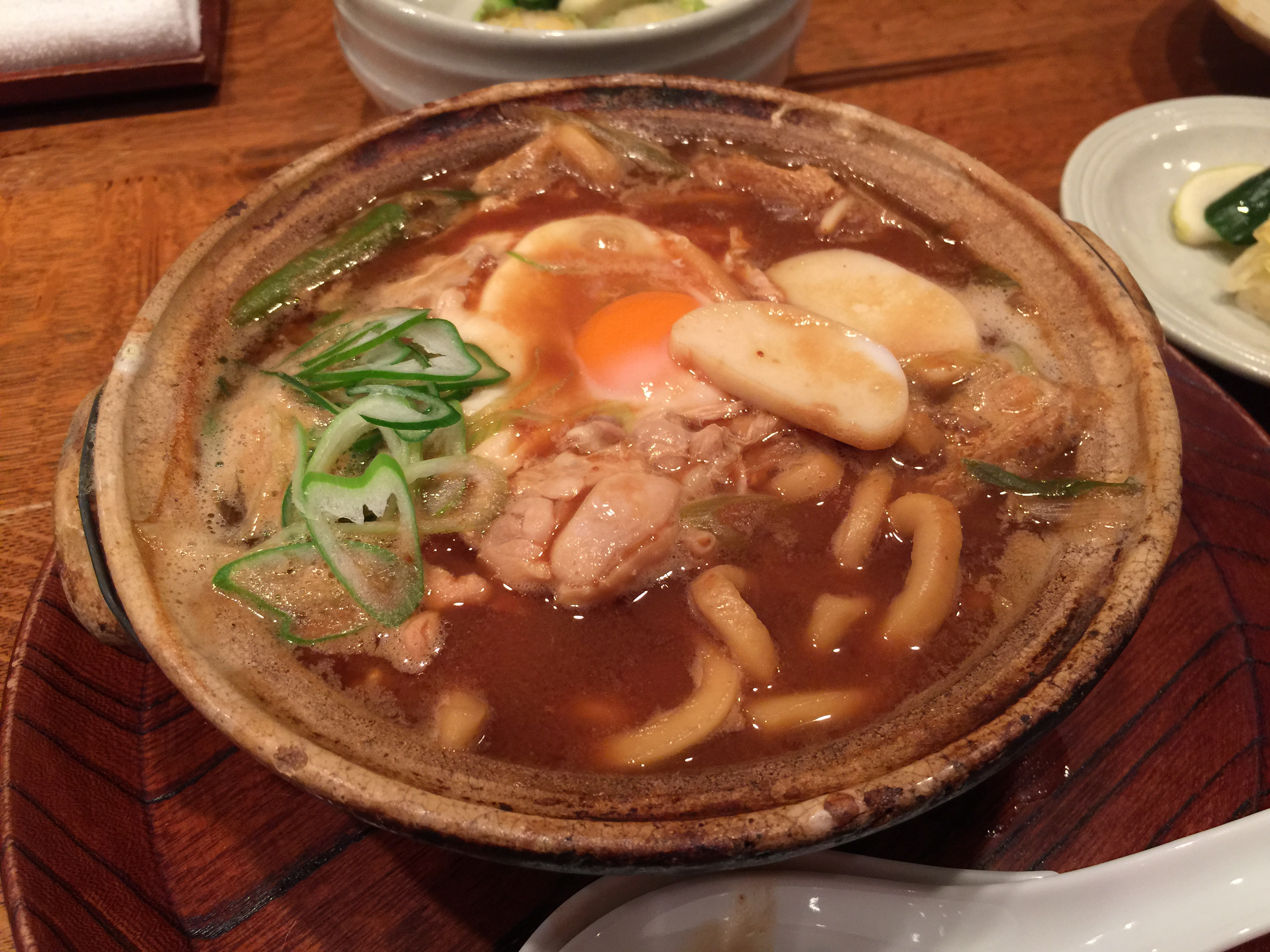
味噌煮込みうどん

名古屋めし（なごやめし）は、グルメ激戦区として知られる愛知県名古屋市の名物料理を指す造語である。すべてが名古屋市発祥の料理ではなく、他の地域に起源を持つ料理もある。

## 特徴

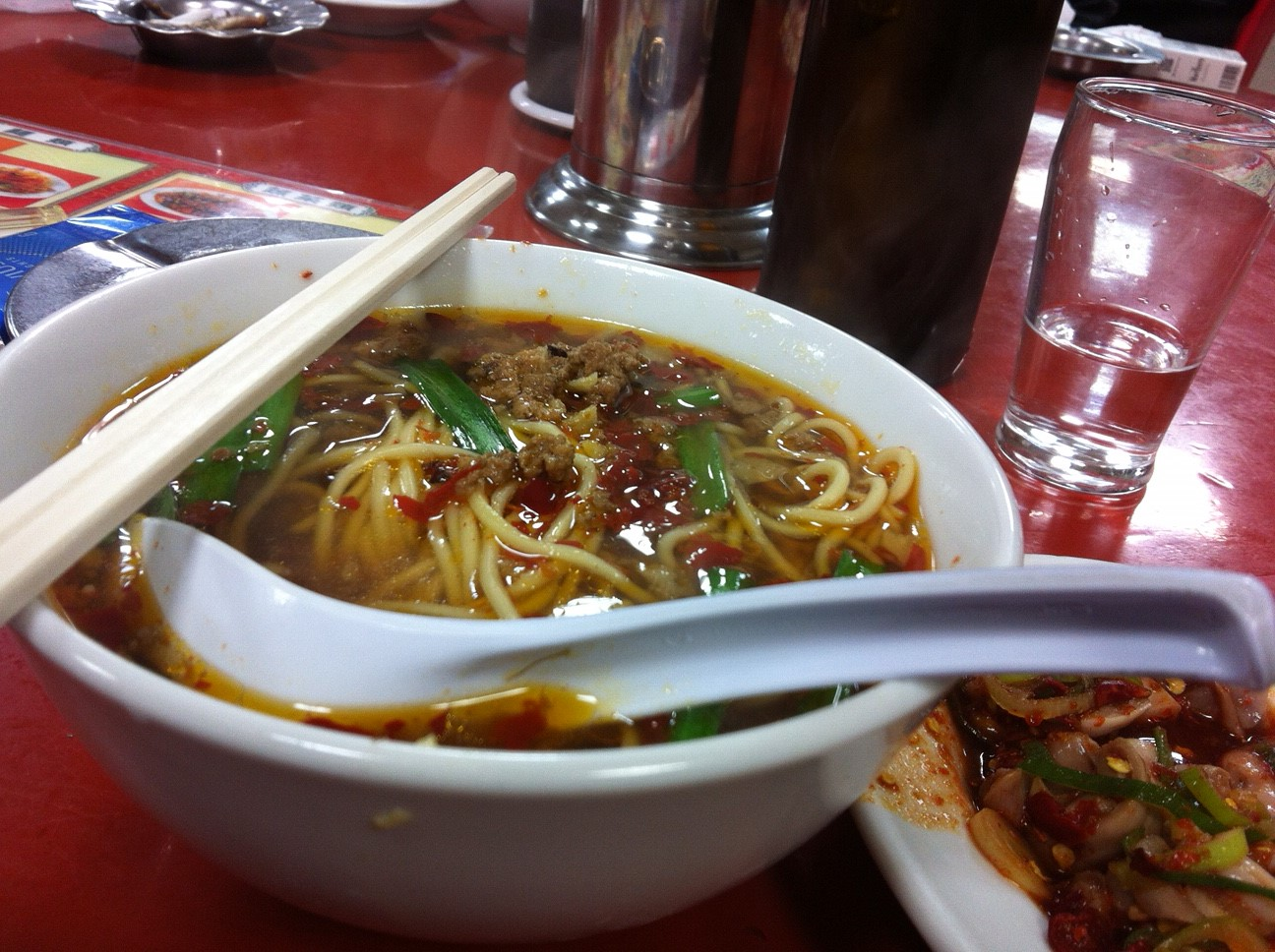
台湾ラーメン

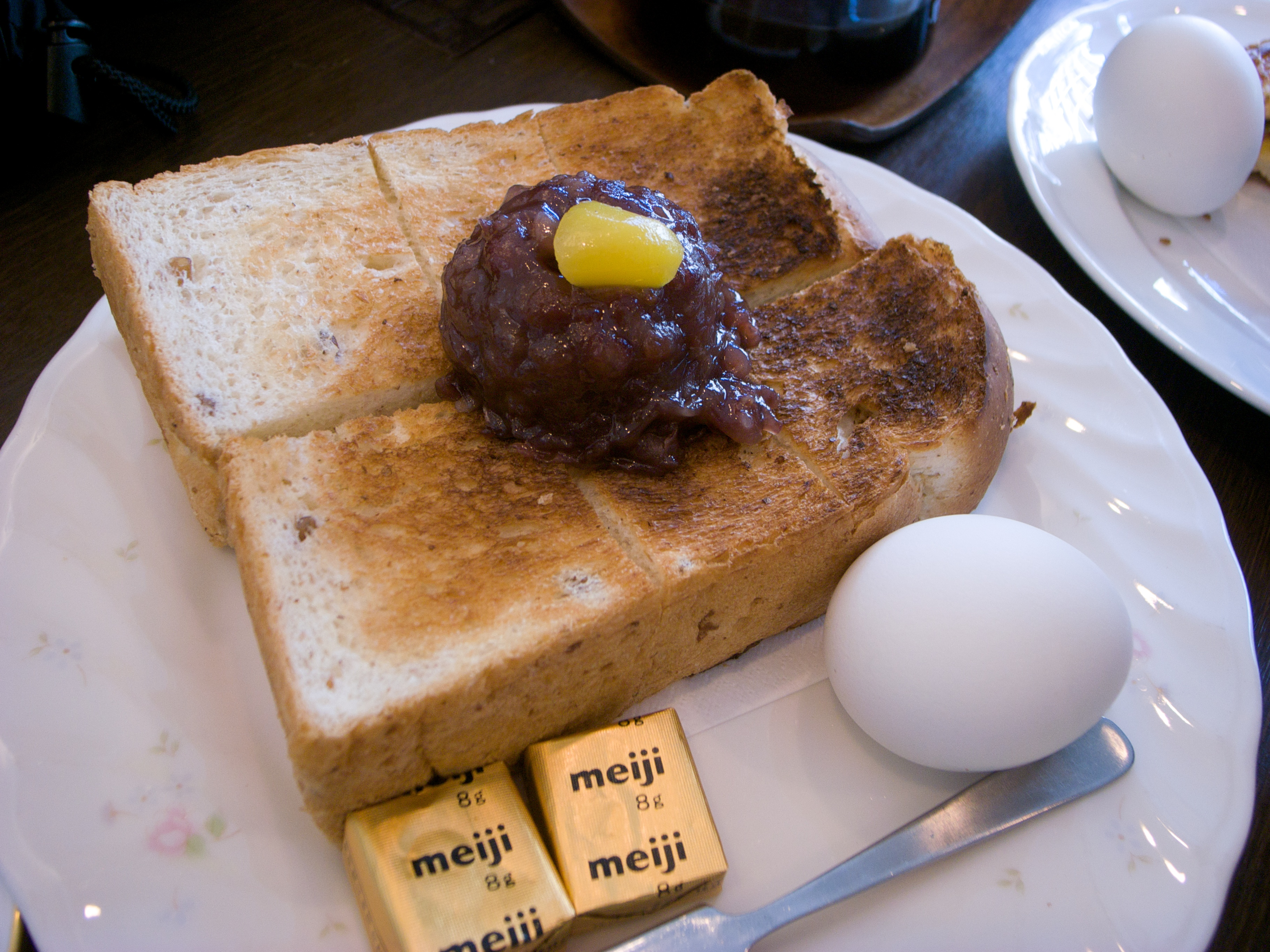
小倉トースト

全国的に知られるメニューに創作を加えた料理が特徴で、味付けが濃厚で個性が強いことが共通している。B級グルメに属する料理の集合体。豆味噌や溜り醤油などが多く使われる。なお、発祥が名古屋や中京圏ではない料理でも名古屋めしに含む場合もある。
系統的に分類すると5つに集約される。
1. 味噌をベースにした伝統的なもの：味噌煮込みうどん、味噌おでんなど
2. 鶏肉をベースにしたもの：卵とじラーメン、手羽先唐揚げなど
3. イタリア麺料理をベースにしたもの：鉄板ナポリタン、インディアンスパゲッティなど
4. アジア風麺料理をベースにしたもの：台湾ラーメン、マヨネーズ入り冷やし中華など
5. 喫茶店メニューをベースにしたもの：小倉トースト、せんじなど

## 歴史

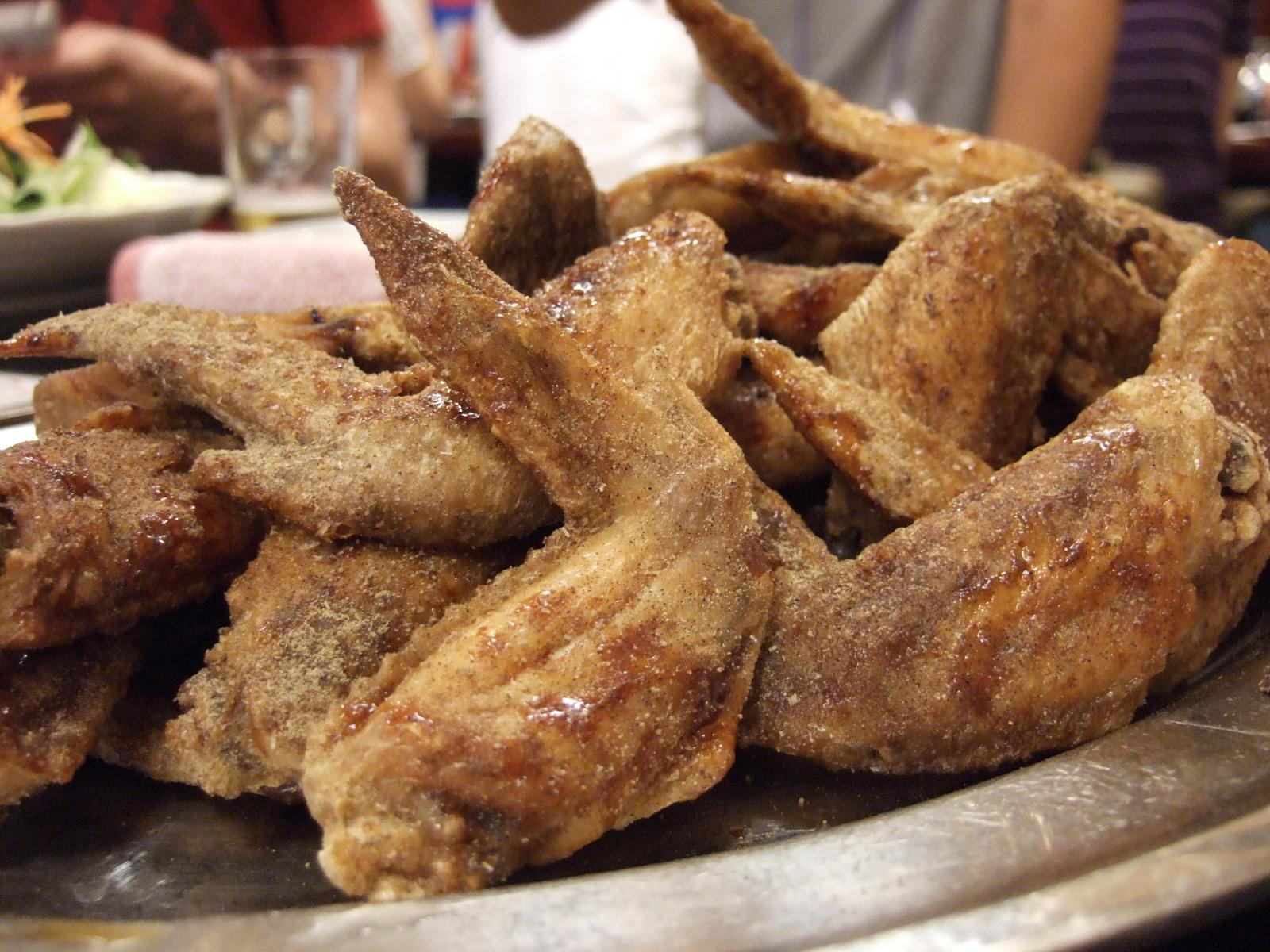
世界の山ちゃんの手羽先唐揚げ

戦前の名古屋の食文化は、名古屋コーチンを使った日本料理が代表格だった。戦災により正統的な名古屋コーチン料理が衰退し、戦後の混乱期に名古屋名物となる屋台街から味噌を用いた料理が自然に生まれ、独自に進化した。1973年に屋台街の営業が禁止され、2000年代まで名古屋の食文化は停滞した。
ゼットンが東京へ進出して名古屋の地元料理を提供しはじめた2001年頃に、グルメ情報誌の記者がイタリア料理のイタめしをまねてなごめしの呼称で紹介しようとしたが、ゼットン代表取締役社長の稲本健一は、ストレートに名古屋めしを提案し、これが「名古屋めし」の名称の起こりとなる。続いて矢場とんや世界の山ちゃんなど名古屋の企業が東京へ進出して名古屋名物を提供し始めた際にも「名古屋めし」の名称が使われ、名古屋めしは東京から全国へ広まった。
名古屋から首都圏へ出店が相次いだこと、2005年に開催された愛・地球博で名古屋が活況を呈したことなどから、「名古屋めし」が全国的に知られた。ナゴヤドームは球場独自の弁当として「球弁」を採用したが、「球弁」には名古屋めしの食材を取り入れたものが多い。また名古屋駅の駅弁も名古屋めしの食材を多く取り入れている。
2011年には回遊型の食べ歩きイベント「なごやめし博覧会」を開催。2015年には愛知県・名古屋市・名古屋商工会議所・愛知県観光協会・名古屋観光コンベンションビューローらにより「なごやめし普及促進協議会」が設立された。その後は日本全国各地で名古屋めしのフランチャイズが広がり、名古屋めしを提供する店のうち、世界の山ちゃん、矢場とん、山本屋総本家、コメダ珈琲店などが関東などへ進出している。
かつてタモリが名古屋弁を面白おかしく誇張するネタで「名古屋ではエビフライを『えびふりゃー』と言う」と話題にした影響で、エビフライも名古屋名物であると誤解が広まった。しかしタモリのネタはともかく、クルマエビは愛知県の魚に指定され、伊勢湾と三河湾は日本で有数のクルマエビ漁獲量を誇る漁場であることから、のちに名古屋市周辺でもエビフライを取り入れたメニューを提供する店やエビフライ専門店なども現れ、名古屋めしのひとつとみなされるに至った。
『ミシュランガイド 愛知・岐阜・三重 2019特別版』は、ビブグルマンとミシュランプレートの評価で、ひつまぶし、名古屋コーチン、味噌カツ、ころ、きしめん、味噌煮込みうどん、天むす、菜飯田楽の料理店が掲載され、一つ星にラーメン店が東京以外で初めて1店舗掲載された。

## 一覧

### 名古屋市が発祥の名古屋めし
- あんかけスパゲッティ
- えびおろし
- ころうどん
- 志の田うどん
- 台湾ラーメン
- 手羽先唐揚げ
- 名古屋カレーうどん
- ひきずり鍋
- 好来系ラーメン
- 小倉トースト
- エビフライサンド
- 玉子とじラーメン
- 鉄板スパ - 東区の「喫茶ユキ」が発祥とされる[8]。
- 味噌とんちゃん - 中区の「とんちゃんや ふじ」が発祥とされる[要出典]。
- 台湾まぜそば

### 名古屋市発祥説がある名古屋めし
- ひつまぶし - 三重県津市発祥説もあり。

### 他の地域が発祥の名古屋めし
- モーニングサービス - 一宮市発祥説が有力とされるが、豊橋市説、あるいは広島県広島市説など諸説あり[9]。
- 味噌煮込みうどん - 一宮市の「太田屋本店」が発祥[10]。
- ベトコンラーメン - 一宮市の「新京本店」が発祥[11]。
- きしめん - 刈谷市の「いも川うどん」が発祥[12]。
- 天むす - 三重県津市の「めいふつ天むすの千寿」が発祥[13]。
- エビフライ - 東京都中央区が発祥。1980年代、タモリがテレビバラエティで「名古屋人はエビフライをエビフリャーと呼ぶ」との発言で誤認され、その後に実質的に名物となる[14]。
- ういろう (菓子) - 元朝中国説などがあるが不明[15]。
- どて煮- 大阪府が発祥[16]。
- 守口漬 - 大阪府が発祥[17]。

### 発祥地不明
- 味噌おでん - おでんのルーツは、室町時代に拍子木型の豆腐を串刺しで焼いて辛味噌を塗った料理（味噌田楽）が伝播したという説が有力であり、関東煮はその派生である[18]。とりわけ、名古屋めしの味噌おでんは愛知県岡崎市産の八丁味噌・もしくは豆味噌をベースとした味噌ダレをつけ、具材が入った土鍋の真ん中に味噌壺を置き、具材を味噌ダレにつけて食べる。若しくは味噌出汁に煮込んだもの[19] [注釈 1]とされるが、その発祥地は不明。名古屋市のおでんは「赤棒」もしくは「赤はんぺん」と呼ばれるピンク色の棒状のさつま揚げが入っているのが特徴[20]。
- 味噌カツ - 三重県津市の「カインドコックの家カトレア」発祥説、岐阜県岐阜市の「元祖みそかつの店 一楽」説、名古屋市中区の「味処 叶」説と諸説あるが、不明[21]。
- 鬼まんじゅう - 家庭のおやつとして伝播されたため発祥不明[22]。
- えびせんべい

#### 名古屋市より「#次こそはなごやめし」と認定されたご当地グルメ
- 名古屋風たこ焼き[23]
  - 1. 鉄板に生地を流し込んだところに醤油を垂らす醤油味、2. 直径4cm程の鉄板で焼いた小玉サイズ、3. 具材に必ずキャベツを入れる
  - 昭和40年代から50年代にかけては駄菓子屋などで売られており、1個から買える店舗もあった。

- 名古屋風お好み焼き[23]
  - 「2つ折りになっている」「銀紙と白もしくは緑の紙に包まれている」のが特徴。
  - 焼き方の特徴として、1. 生地を薄く引く、2. キャベツを載せる、3. 具材を載せる、4. 生地を回しかける、5. 頃合いを見計らってひっくり返して焼く
  - 関西風のように混ぜない、広島のように高く積み上げることも麺を入れることもない。
  - 主におやつ・ホットスナックとして他地域のお好み焼きよりもカジュアルに嗜まれ、やや小ぶりで価格もリーズナブルである[24]。
  - 1970年代にハンバーガーを食べ歩きしている若者を見て、地元の祭でお好み焼きを食べ歩きができるようにと考案され（諸説あり）、市内西区のお好み焼き店「甘太郎本舗」よりアルミシートが巻かれるようになったという。名古屋風お好み焼き用のアルミシートも販売されており、通常の容器とフタのセットよりも、包装費が約7分の1～12分の1で済むため、コストを抑えることが出来る[25]。

- たません

### 名古屋めしに多く用いれる素材・食材
- かしわ（鶏肉）、特に名古屋コーチン
- 溜り醤油
- 豆味噌・八丁味噌
- 海老
- 小倉あん - ジェイアール名古屋タカシマヤによると「他県のイメージでは小倉あんは”名古屋感”の印象が強く、名古屋限定商品を販売するにあたっては、小倉あん入りを多用する」と回答している。日本あんこ協会（東京都豊島区）によると「小倉あんは材料費や手間がかかることから、他のあんこに比べ高価なものとされていた。そこで高級な物を好む名古屋人に受け入れられたのではないか」と推測している[26]。

### 名古屋めしを扱った作品

#### 小説
- 名古屋お疲れメシ通信 - 森崎緩著
- 恋する名古屋めし 名古屋で、きみと濃い味の恋をした。 - ブンゲイラボ著

#### 漫画
- うみゃーがね!名古屋大須のみそのさん - 原作：Swind、作画：くりきまる
- 美味しい名古屋を食べに行こまい: 絶品!名古屋メシ - 榊こつぶ著

#### 音楽
- 名古屋食べ物事情 - 井上陽水/シングルCD"この世の定め"カップリング曲（2001）
- あいされたいやつらのひとりごと～青春名古屋篇～ - MANNISH BOYS/アルバム"Ma!Ma!Ma!MANNISH BOYS!!!"（2012）収録
- 海老振り屋 - オメでたい頭でなにより/ミニアルバム"○"（2017）収録
- Around My Hood - AK-69/アルバム"The Cartel From StreetsStreets"（2009）収録
- なごやめしのうた - BOYS AND MEN/シングルCD"チョコレートプリンス"カップリング曲（2014)
- いりゃあせ名古屋 - BATTLE BOYS NAGOYA/配信シングル（2018）
- 完全満足NGY - チームしゃちほこ /アルバム"おわりとはじまり"（2017）収録

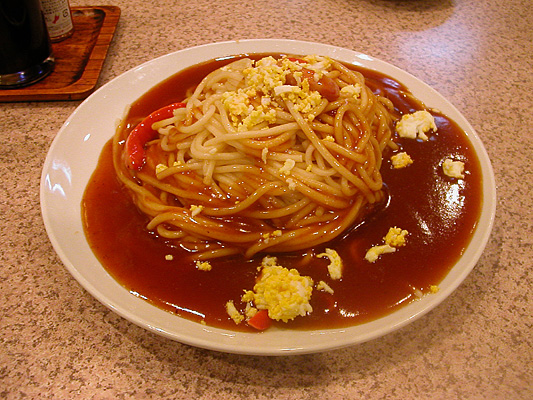
あんかけスパゲッティ
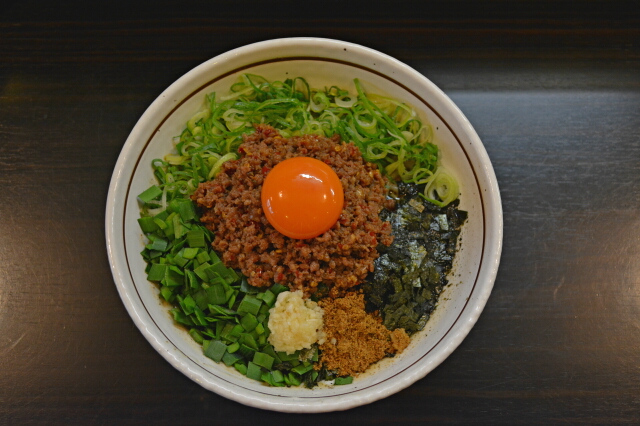
麺屋はなびの台湾まぜそば
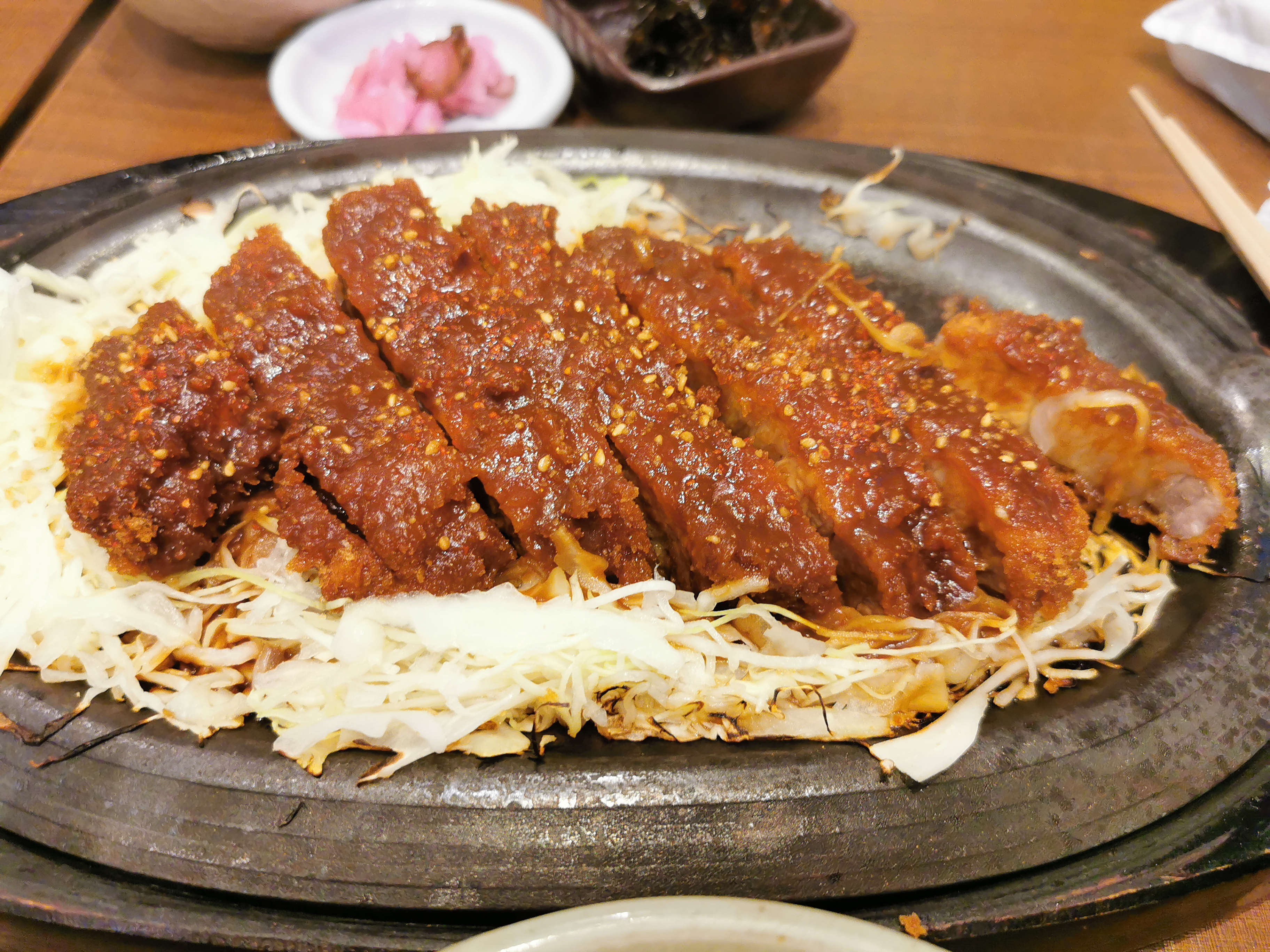
矢場とんの味噌カツ
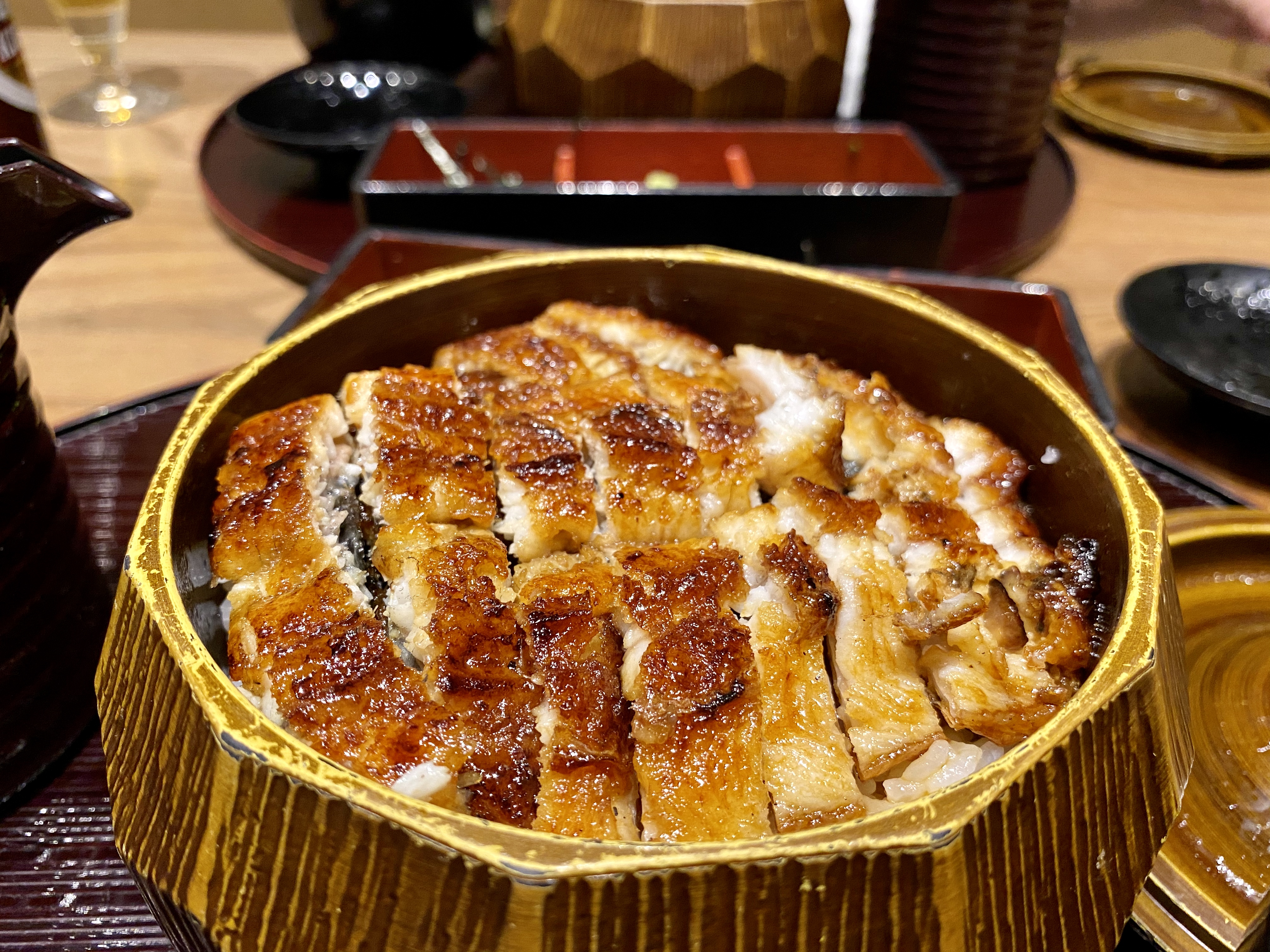
あつた蓬莱軒のひつまぶし
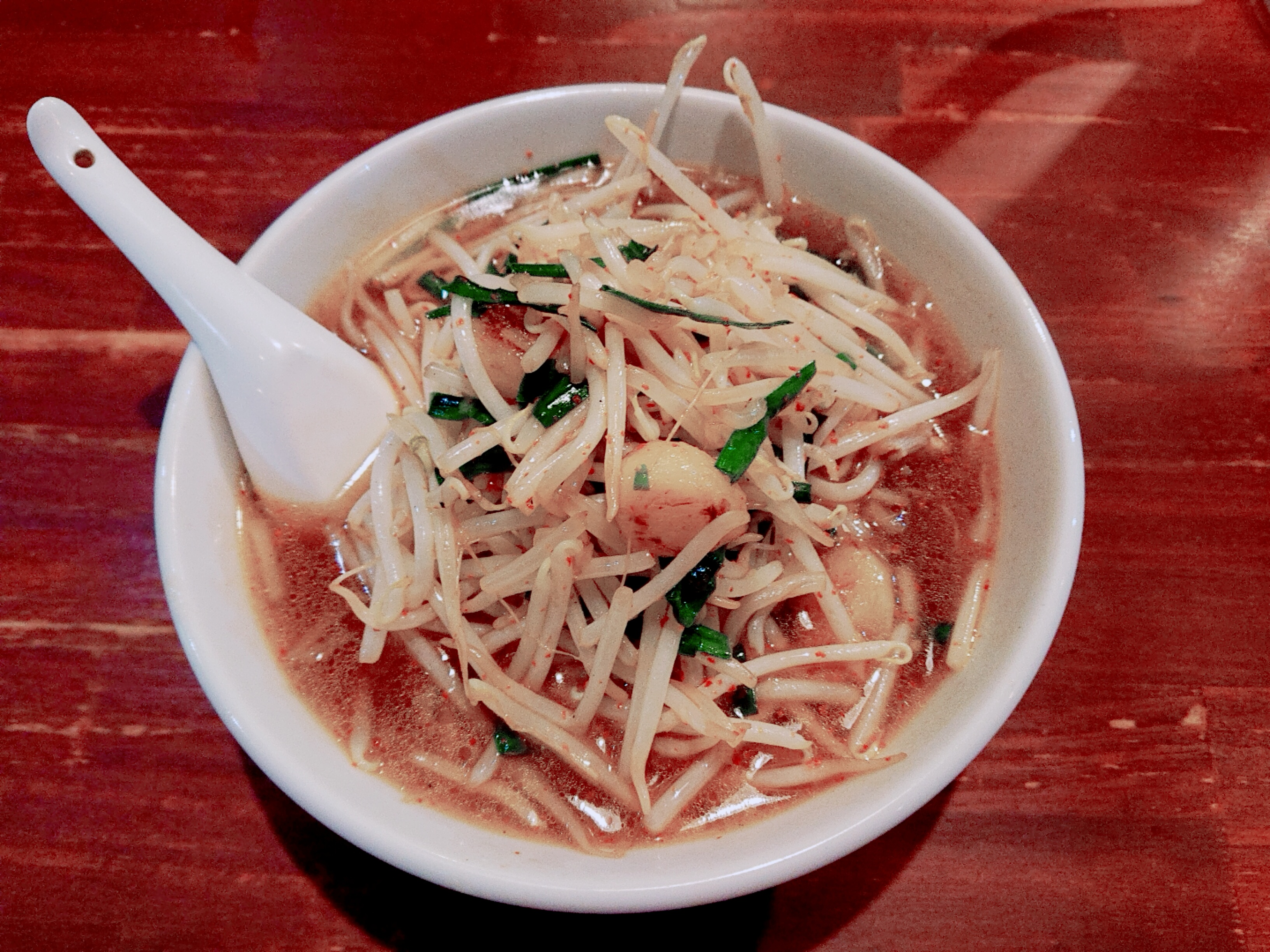
新京 名古屋伏見店のベトコンラーメン
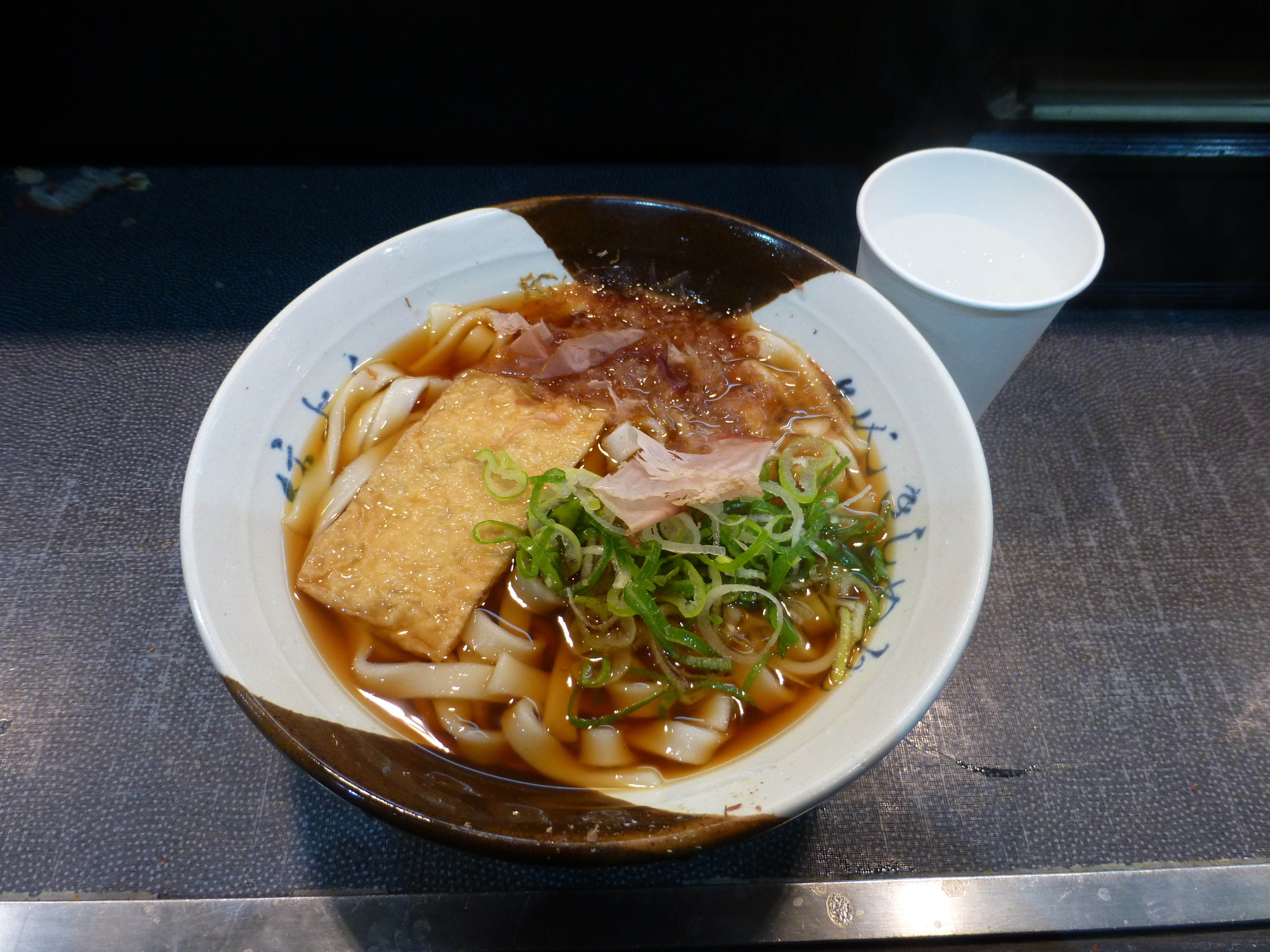
きしめん
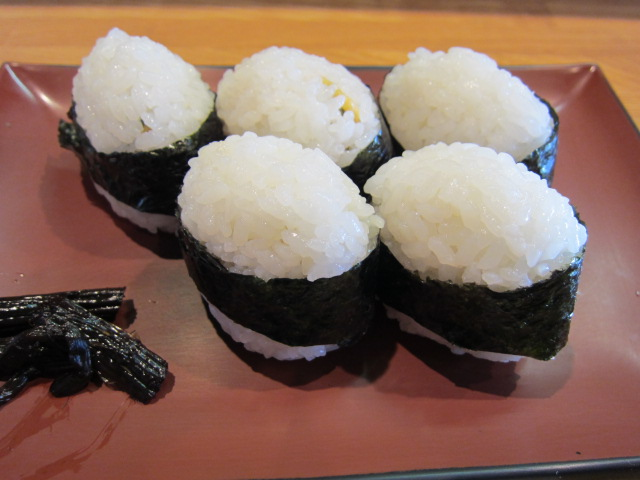
千寿の天むす
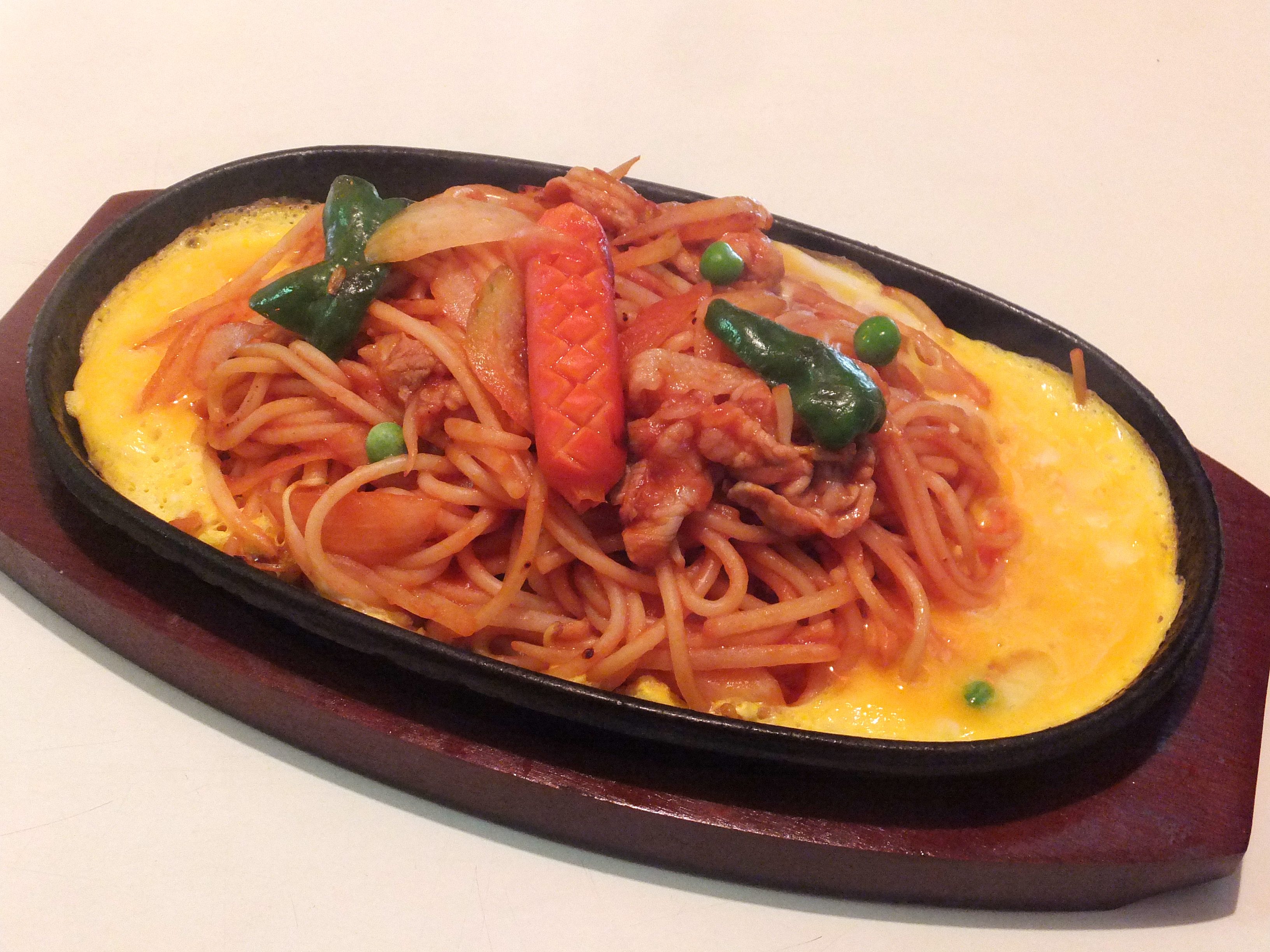
喫茶ユキのイタリアンスパゲッティ